# Dragon Age: Inquisition
Dragon Age: Inquisition — рольовий бойовик в жанрі темного фентезі, розроблений канадською студією BioWare під видавництвом Electronic Arts. Третя гра в основній серії франшизи Dragon Age і продовження Dragon Age II (2011).
Попередня гра серії, Dragon Age II, отримала досить неоднозначну реакцію від ігрової спільноти, особливо у порівнянні з оригінальною грою франшизи, культовою Dragon Age: Origins (2009). При розробці Dragon Age: Inquisition, BioWare приділили значну увагу відгукам гравців про минулі ігри серії, що головним чином вплинуло на дизайнерські рішення цього проєкту, який поєднував в собі провідні елементи двох попередніх ігор серії. Розпочавши розробку в 2011 році, BioWare використовували рушій Frostbite 3 від DICE, з яким студія ще ніколи не працювала. Це створило досить багато проблем для команди, що, як і у випадку з їх попереднім проєктом, вилилось в тривалий кранч для працівників, а через апаратні обмеження на консолях старого покоління довелося вирізати кілька ігрових функцій. Тревор Морріс написав саундтрек гри, замінивши Інона Цура, композитора попередніх ігор серії.
Офіційно анонсована у вересні 2012 року як Dragon Age III: Inquisition, гра була випущена в листопаді 2014 року на платформах PlayStation 3, PlayStation 4, Windows, Xbox 360 і Xbox One. Після випуску гра отримала в цілому позитивні відгуки критиків, хоча мала і деякі проблеми з технічного боку. У комерційному плані це була одна з найуспішніших ігор, випущених BioWare. Dragon Age: Inquisition отримала численні нагороди та номінації, в тому числі звання «Гра року» від кількох ігрових видань. BioWare підтримували гру, випускаючи завантажувальні доповнення до неї ще протягом року після її релізу. Прямий сиквел до Dragon Age: Inquisition, Dragon Age: The Veilguard вийшов у 2024 році.

## Ігровий процес
Dragon Age: Inquisition — рольовий бойовик, у багатьох аспектах схожий на своїх попередників. Гравець обирає расу свого персонажа: людину, гнома, ельфа або к'юнарі, які вперше стали доступні для вибору гравців. Серед іншого, гравці налаштовують зовнішній вигляд і стать протагоніста. Для переносу основних сюжетних виборів з обох попередніх ігор серії, гравці мають синхронізувати свої облікові записи зі спеціально для цього створеним хмарним сервісом Dragon Age Keep, де можливо повністю відтворити всі сюжетні вибори без необхідності зберігати старі ігрові збереження з попередніх ігор серії.
Гра має структуру напіввідкритого світу, оскільки ігровий світ розбитий на кілька секцій, які гравці можуть вільно досліджувати. Щоб дозволити гравцям швидше подорожувати ігровим світом, розробники ввели створінь, на яких гравці можуть їздити верхи. Різні регіони, які складають ігровий світ, не масштабуються за рівнем, тобто гравці можуть бути занадто слабкими чи сильними для ворогів, подорожуючи тим чи іншим регіоном. У кожній великій локації гравці можуть виконувати побічні квести, такі як запечатування проріхів в Завісі (англ. Fade Rifts) і захоплення фортів ворога, заснування дружніх таборів, які в перспективі служать для поповнення запасів та як точки швидкого переміщення. Виконання цих дій дасть гравцям очки «Впливу», ресурсу, що використовується для розблокування глобальних покращень Інквізиції, просування сюжету та відкриття нових локацій. Крім того, гравець може виконувати побічні квести, збирати магічні уламки та розгадувати головоломки Астраріумів (англ. Astrarium). Гравці також можуть збирати записи Кодексу, що дозволяє їм глибше зрозуміти світ Тедасу. У Скайголді (англ. Skyhold), базі операцій Інквізиції, гравці отримують доступ до Ставки командування (англ. War table), щоб розблокувати локації, отримати нагороди, розподілити очки впливу або просунутись далі по сюжету. Ставка командування також служить для тактичних текстових міні-квестів, у яких протагоніст, як Інквізитор, може розсилати агентів Інквізиції за допомогою своїх радників для виконання різноманітних завдань, за що пізніше отримує винагороди у вигляді спорядження та інколи навіть балів навичок для компаньйонів.
Гравці можуть взаємодіяти з численними неігровими персонажами, деякі з яких можуть бути завербовані у якості агентів Інквізиції. Колесо діалогу пропонує кілька варіантів діалогу на вибір гравця. Залежно від раси та класу протагоніста, стають доступні додаткові параметри діалогу. Протягом усієї гри Інквізитор повинен приймати важливі рішення, які можуть змінити політичну картину Тедасу та мати безліч довгострокових наслідків. Подібно до попередніх ігор серії, в Inquisition є система схвалення, кожен компаньйон має свій моральний компас і може по-різному сприймати ті чи інші дії протагоніста. У Скайголді Інквізитор може поговорити зі своїми напарниками та дізнатися більше про їхню передісторію, а також отримати їх персональні квести. Із дев'яти компаньйонів і трьох радників, вісім є потенційними любовними інтересами. Можливість роману з тим чи іншим компаньйоном залежить не тільки від його схвалення, а і від статі, раси та сексуальної орієнтації протагоніста. Крім того, Інквізитор може «судити» певних персонажів за їхні дії та вирішувати їх долю в Скайголді.

### Бойова система

Ігровий інтерфейс у варіанті з контролером: під час бою увімкнено «Тактичний режим» камери, гра автоматично призупинена, щоб дати гравцю можливість розставити членів партії в необхідних йому локаціях і розподілити використання тих чи інших навичок. Після підтвердження гравцем своїх дій, плин часу відновиться і партія розіграє заданий гравцем сценарій.

Бойова механіка Inquisition має багато схожостей із Dragon Age II, але із більш розвиненою тактичною складовою, подібною до Dragon Age: Origins. Гравці обирають один із трьох класів: воїн, маг і розбійник. Подібно до другої частини серії, кожному класу доступні специфічні види зброї: воїн може використовувати дворучний меч або щит і меч, розбійникам доступні луки та кинджали а маги, як і раніше, користуються посохами. Використання активних здібностей залежить від кількості витривалості або мани персонажа. Коли персонаж гравця атакує ворогів, вся команда накопичує концентрацію, спеціальну шкалу, яка відповідає за розкриття спеціальних здібностей. Значну увагу в бойовій системі приділяється згуртованості членів активної партії і комбо-атакам, які персонажі різних класів можуть утворити. Під час бою гравці можуть перемикатися на керування будь-яким членом активної партії, тоді як штучний інтелект візьме на себе контроль інших членів групи. У грі можливо використовувати як стандартну інтерактивну камеру із-за плеча персонажа, так і змінювати її на тактичну, переходячи на перспективу з висоти пташиного польоту для більшої зручності у тактичному режимі битв. Гравці мають можливість використовувати меню тактики у будь-який момент гри, якщо виникає потреба змінити поведінку ШІ членів партії. Гравець також може переходити у тактичний режим, який дозволяє йому призупинити гру і роздати накази членам групи, а потім відновити гру, щоб побачити її розіграш. Під час використання цієї бойової системи камера буде ближче до перспективи зверху вниз.
Вбивство ворогів і виконання квестів приносять гравцям бали досвіду. Коли персонаж набере достатньо досвіду, його рівень підвищиться, що збільшить здоров’я та загальні показники персонажа, а також надасть йому бали навичок, якими можна розблокувати нові таланти. Вже розблоковані таланти можливо покращити, витративши на це додаткові бали. У Dragon Age: Inquisition розробники вперше додали систему налаштування спорядження, гравці можуть створювати та налаштовувати броню чи зброю за рецептами виготовлення, використовуючи зібрані під час дослідження ігрового світу матеріали, більш рідкісні матеріали надають певній зброї чи обладунку кращі властивості. Зброю та обладунки можна покращувати аксесуарами та зачаровувати рунами, які додають нові властивості зброї, на яку вони нанесені. Всі члени партії можуть бути оснащені такими аксесуарами, як кільця, амулети та пояси, які можуть додатково поліпшити характеристики персонажа. Після перемоги над ворогами, на їх тілах персонажі будуть знаходити предмети, які при передачі їх для досліджень у Скайголді, будуть надавати партії бафи проти відповідних ворогів. Гравці можуть у незначній мірі налаштовувати Скайголд, наприклад, перебудовувати двір під лазарет або тренувальне поле. Ці оновлення мають незначний вплив на шпигунські, торгові чи військові можливості Інквізиції.

### Кооперативний режим
Dragon Age: Inquisition, це перша гра у франшизі із мультиплеєрною складовою, яку BioWare описує як «Dungeon crawl». У грі є кооперативний багатокористувацький режим, у якому гравцям пропонується грати за агента Інквізиції. Команда з чотирьох гравців просувається по рівнях та бореться із все більш важкими ворогами. На момент запуску гра містила три багатокористувацькі кампанії та дев'ять доступних для гри персонажів. Мультиплеєрний режим повністю відокремлений від основної кампанії, а прогрес, досягнутий гравцем у багатокористувацькому режимі, не переноситься у кампанію. Гравці можуть покращувати та створювати нове спорядження та відкривати нових персонажів. Гравці можуть придбати внутрішньоігрову валюту під назвою Platinum, щоб пришвидшити розблокування нових персонажів. Два багатокористувацькі завантажувальні доповнення представили додаткові функції: Destruction додало нові маршрути до існуючих багатокористувацьких карт, набори броні та диких істот, які спавняться на полі бою та атакують як друзів, так і ворогів; тоді як Dragonslayer додає нову багатокористувацьку карту, Вищих дракониць як ворогів, і три нових ігрових персонажа, включаючи відому гравцям по Dragon Age II Ізабелу.

## Синопсис

Основна дія гри відбувається на території Орлею і Ферелдену; база Інквізиції, Скайголд, знаходиться на Морозному хребті прямо між двома державами, але формально на території Ферелдену.

Гра починається через рік після подій Dragon Age II та подій роману Dragon Age: Asunder. Орлей переживає громадянську війну, що загрожує стабільності південного Тедасу. Кола магів (англ. Circle of Magi) повстали проти терору Ордена храмовників (англ. Templar Order) у спробі отримати незалежність, що призвело до повномасштабної війни. В останній спробі досягти миру лідерка Церкви, Юстинія V (англ. Divine Justinia V) організувала Божественний Конклав (англ. Divine Conclave) — мирну зустріч між послами храмовників і повсталих магів з метою досягнення мирного компромісу. Роман-приквел Dragon Age: The Masked Empire, за авторством Патріка Вікса, розкриває подробиці громадянської війни, що спалахнула в сусідній з Ферелденом державі Орлеї між вірними прихильниками правлячої імператриці Селін (англ. Empress Celene) та опозиційними знатними родами на чолі з її двоюрідним братом Великим герцогом Ґаспаром де Шалон (англ. Grand Duke Gaspard de Chalons), а також підйом нейтральної ельфійської фракції на чолі з служницею Селін Бріалою (англ. Briala).
Персонажі, що повернулися з попередніх ігор, включають Каллена (англ. Cullen) та Леліану (англ. Leliana), які служать військовим командиром і майстеркою-шпигункою Інквізиції відповідно, а також Кассандру Пентаґаст (англ. Cassandra Pentaghast) і Варрика (англ. Varric), які є постійними компаньйонами гравця. Серед нових компаньйонів, представлених у грі, Солас (англ. Solas), ельфійський маг-відступник, добре обізнаний у концепції Затіння (англ. Fade) та його духовними мешканцями; Блекволл (англ. Blackwall), Сірий Вартовий родом із Вільних Марок (англ. Free March); Сера (англ. Sera), ельфійка і членкиня таємничого товариства «Друзі Рудої Дженні» (англ. Friends of Red Jenny); Залізний Бик (англ. The Iron Bull), шпигун к'юнарі, який очолює різношерсту компанію найманців; Вів'єн (англ. Vivienne), верховна чарівниця Імператорського двору Орлею; Доріан Павус (англ. Dorian Pavus), тевінтерський маг; і Коул (англ. Cole), таємнича істота, яка вперше була представлена в Asunder. Жозефіна Монтільє (англ. Josephine Montilyet), антиванська дворянка та дипломатка, що служить амбасадоркою Інквізиції. Гоук (англ. Hawke), головний герой Dragon Age II, і Морріґан (англ. Morrigan), компаньйонка із Dragon Age: Origins є важливими союзниками Інквізитора.

### Сюжет

Так команда художників гри зобразила Пролом Завіси. [офіційний концепт-арт]

Потужний вибух руйнує Конклав і створює Пролом в Завісі — метафізичному кордоні між фізичним світом та Затінням, світом духів і демонів. Єдиним, хто вижив після вибуху, є персонаж гравця, який з невідомої причини отримує магічну мітку на своїй руці, здатну закривати розриви в Завісі. Нечисленні свідки стверджують, що персонаж гравця був виведений із Затіння таємничою жіночою фігурою, за чутками, самою Андрасте (англ. Andraste), історичною фігурою, яку Церква позиціонує як Наречену Творця (англ. Bride of the Maker).
Чутки про здатність протагоніста закривати розриви в Завісі ширяться світом і деякі люди починають називати його/її «Вісником Андрасте» (англ. Herald of Andraste). Коли Церква фактично залишилася без лідера, Леліана та Кассандра Пентаґаст посилаються на один із останніх наказів нині померлої Юстинії V відновити Інквізицію, організацію, створену для захисту від небезпеки магії та єретиків. Базу новоствореної Інквізиції атакують ворожі сили під керівництвом Корифея (англ. Corypheus), знайомого гравцям по доповненню Dragon Age II — Legacy, стародавньої істоти і тевінтерського магістра, що, скоріш за все є одним із перших темнородів (англ. Darkspawn), який і є відповідальним за вибух на Конклаві. Корифей називає мітку на руці протагоніста «якорем» (англ. the Anchor), який він планував використати для того щоб увійти в Затіння в своєму фізичному тілі. Він намагається зняти мітку за допомогою невідомого магічного ельфійського артефакту, але протагоністу вдається втекти, обрушивши лавину на армію Корифея і ледь не загинувши самому. Солас веде виживших членів Інквізиції через гори, до покинутої фортеці Скайголд, яка стає новою базою операцій Інквізиції, а протагоніст стає Інквізитором і офіційним головою цієї організації.
Під час подальшого розслідування протагоніст виявляє спосіб перемоги над Корифейем і підконтрольним йому силами. За допомогою Морріґан вони виявляють, що дракониця Корифея є ключем до його поразки і після перемоги над нею, протагоністу вдається назавжди закрити Пролом у Завісі. Після битви Солас виявляє, що ельфійський артефакт непоправно пошкоджений, і, розчарований тим, що не зміг цьому запобігти, прощається з Інквізитором, покидаючи його/її без подальших пояснень. Інквізиція повертається у Скайголд, щоб відсвяткувати свою перемогу та спланувати подальші дії. В епілозі розказується, що після руйнувань, спричинених Корифейем, націям і організаціям південного Тедасу залишилося багато чого відбудувати. Через місяць після поразки Корифея, Церква обирає нову Божественну Вікторію. Її політика викликає суперечки з самого початку, і нові опозиційні секти вимагають усунути її з посади. Зростаюча влада і сили Інквізиції викликають занепокоєння багатьох організацій і держав у Тедасі.
У досить загадковій сцені після титрів, через невизначений час Солас знаходить Флемет біля елювіану, і вони вітають один одного як старі друзі. Флемет визнає його як Фен'Гарела Жахливого Вовка (англ. Dread Wolf Fen'Harel), бога-пройдисвіта із ельфійської міфології, і укоряє за те, що він віддав свій артефакт Корифею. Солас пояснює, що був надто слабкий, щоб розблокувати такий потужний артефакт після сну, і що хоча він повинен заплатити ціну за цю помилку, він все ще потрібен своєму народу. Коли вони вибачаються один перед одним і обіймаються, Флемет кам'яніє, а блакитне світло, що випромінює її тіло поглинається Соласом, очі якого також загоряються таким же кольором.

## Розробка
Розробка Dragon Age: Inquisition почалася в 2011 році. Наймасштабніша однокористувацька відеогра BioWare на момент її випуску, розробка проєкту оберталася навколо п’яти основних «стовпів дизайну»: «історія», «персонажі», «відкритий світ», «вибір» і «персоналізація». Центральна ідея гри, а саме присутність інституції, натхненної історичною інквізицією, де персонаж гравця буде лідером, спочатку планувалася як продовження Dragon Age: Origins, проте розробку було повністю зупинено, коли EA змусили BioWare поспішити з розробкою Dragon Age II. Планування ігрової концепції стартувало в 2011 році, а розробка вже в 2012 році. Перед командою стояв вибір: повернутися до сетингу Jade Empire (2006) або зайнятися створенням нового проєкту на основі оригінальної інтелектуальної власності. Однак команда вирішила продовжити розширення франшизи Dragon Age, оскільки вважала, що подібний проєкт має більше потенціалу ніж Jade Empire,а створення нової інтелектуальної власності було б надто великим завданням. Девід Ґейдер повернувся у крісло головного сценариста, тоді як Майк Лейдлоу та Марк Дарра були її креативним директором та виконавчим продюсером відповідно. Джеремі Вуало та Майкл Кент виконували роль аудіорежисерів проєкту, як і у випадку Dragon Age II.

### Технології

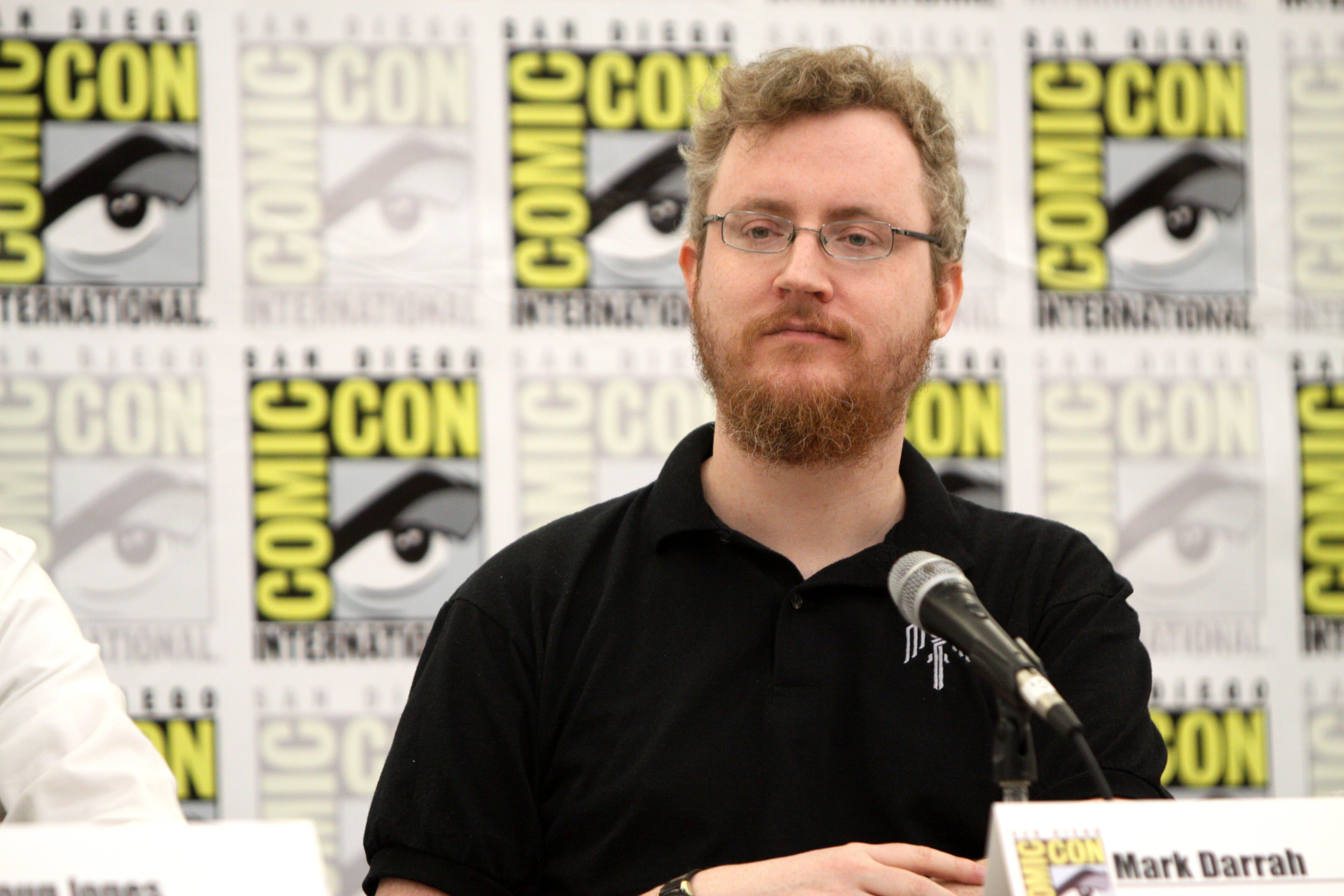
Марк Дарра, виконавчий продюсер проєкту

Хоча в попередніх іграх Dragon Age використовувався власний ігровий рушій BioWare Eclipse Engine, на момент розробки цього проєкту він вже безнадійно застарів і не був спроможний на ряд необхідних сучасних функцій відкритого світу і багатокористувацького складника, крім того був недостатньо потужним для відображення необхідних візуальних ефектів. Electronic Arts також наполягали на використанні одного і того ж ігрового рушія для всіх своїх ігор. У результаті BioWare звернулися до DICE за їх рушієм Frostbite 3, який раніше використовувався у іграх серії Battlefield. Оскільки команда BioWare ніколи раніше не працювала з Frostbite Engine, вона почала експериментувати з його функціями, що зайняло досить тривалий час. Кардинальна зміна рушія стала величезним, дуже кропітким проєктом для BioWare, студії довелося скасувати Exalted March — останнє заплановане доповнення для Dragon Age II. Коли команда розпочала роботу над Dragon Age: Inquisition, вони зіткнулися з рядом проблем через технічні обмеження їх нового рушія. Адже Frostbite спочатку був розроблений для створення відеоігор з видом від першої особи. У ньому не було функцій, які могли б вмістити розподіл характеристик, ігрові збереження, діалоги та катсцени, які є невід'ємними елементами рольових відеоігор. Тож команді довелося значно модифікувати рушій під власні вимоги, щоб включити всі необхідні функції в Inquisition. Рушій також не був розрахований на можливість анімувати кастомних персонажів і чотирилапих істот, що означало повну відсутність анімації у створених гравцями протагоністів та пустий навколишній світ без жодного ведмедя на горизонті. Багато дизайнерів повідомили, що мали неприємний досвід роботи з Frostbite Engine. Джон Еплер, дизайнер проєкту, назвав цей період своїм «найгіршим досвідом», який він мав під час роботи в BioWare. Ситуація погіршилася, коли DICE самостійно почали імплементувати у рушій нові функції, це означало, що робоча збірка, над якою працювала команда, часто не оновлювалася, через що ставала нестабільною.
Хоча BioWare мали намір випустити гру тільки на актуальних тоді платформах восьмого покоління, тобто на ПК, PlayStation 4 і Xbox One, їх видавці EA хвилювалися, що тодішня популярність мобільних ігор перешкодить продажам ігрових консолей, і змусили BioWare додати до списку платформи минулого покоління PlayStation 3 і Xbox 360. Технічні обмеження цих старих консолей створювали величезну кількість проблем при розробці. Багато функцій, які працювали на більш просунутих платформах, довелося видалити, оскільки Лейдлоу та Дарра хотіли, щоб гра виглядала і гралася однаково на всіх платформах. Вони продемонстрували ці функції в демо на PAX Prime 2013, де була показана можливість руйнування навколишнього середовища та систему військової симуляції, яка доручала гравцям підтримувати військову силу навколо опорних пунктів інквізиції. Лейдлоу додав, що ці функції були видалені, тому що вони «не були достатньо конкретизовані та перевірені» та могли зіпсувати загальне враження від гри. У своєму інтерв'ю до книги Джейсона Шраєра «Кров, піт і пікселі», Лейдлоу та Дарра визнали, що ігровий процес показаний у демо-версії для PAX Prime був несправжнім, і єдиною метою цієї демонстрації було показати проєкт у позитивному світлі, зважаючи на неоднозначний прийом Dragon Age II.
Технічні труднощі означали, що розробка гри відставала від графіка. Художній директор Метью Голдман сказав про розробку: «загалом, нам потрібно було створити нові консолі, новий рушій, новий геймплей, наймасштабнішу із коли-небудь створених нами ігор і створити її відповідно до стандартів, вищих ніж ми коли-небудь робили, з інструментами, яких не існує». Проєкт був неграбельним протягом перших кількох років розробки. Пізніше Дарра попросив EA відкласти випуск як мінімум на рік. Видавець погодився, але за умови, що BioWare включить у гру більше функцій і механік, саме завдяки цій угоді, Dragon Age: Inquisition завдячує наявністю вибору раси протагоніста, можливістю романтичних відносин із Калленом, Жозефіною і Соласом та рядом інших функції, без яких цю гру на сьогоднішній день важко уявити. Ряд основних проблем було вирішено вже на пізніх стадіях розробки, оскільки BioWare та DICE вдалося покращити свою співпрацю, що призвело до швидшого прогресу в 2014 році. Однак у команди все одно не вистачило часу на розробку, оскільки гра мала вийти наприкінці 2014 року. Оскільки Dragon Age II навіть серед внутрішнього складу компанії вважався невдалим проєктом, Inquisition мала досягнути успіху, щоб повернути раніше відштовхнутих шанувальників. У другій половині 2014 року команда повернулась до перманентного кранча, котрий тривав до самого випуску гри.
Frostbite Engine значно допоміг команді художників з точки зору продуктивності, оскільки вони змогли створити велику різноманітність середовищ за короткий час, використовуючи доступні інструменти рушія. Тим не менш, директор відділу анімації Ніл Томпсон порівняв художників BioWare, які стикалися з тонкощами Frostbite, з європейськими художниками в період Північного Відродження, які навчалися справлятися з проблемами реалістичного олійного живопису, розмірковуючи про свій досвід роботи у цьому проєкті. Зрештою, впровадження нових систем і технологій забезпечило візуальні покращення гри на консолях наступного покоління.
Для Inquisition, BioWare довелося створити систему штучного інтелекту з нуля. За словами інженера проєкту, Себастьяна Хенлона, BioWare використали модульний підхід для створення штучного інтелекту ворогів. Перехід до роботи із механікою відкритого світу вимагав переосмислення підходу команди Хенлона до штучного інтелекту не тільки ворогів, а і членів партії, які не контролюються гравцем безпосередньо в даний момент, щоб зберігати контроль над ходом бою.

### Ігровий процес
Dragon Age II отримала багато критики за повторне використання ресурсів. Щоб вирішити цю проблему, керівництво BioWare вирішило, що Inquisition матиме більш відкрите середовище. Марк Дарра також зауважив, що ігри BioWare з часів Baldur's Gate II «поступово стають меншими», тому метою Inquisition було повернути масштаб і дослідження. Розробники поставили собі за мету створити до 200 годин ігрового процесу. Команда дизайнерів була розділена на різні групи спеціалістів, кожна з яких займалася певним аспектом дизайну, що відрізнялося від попереднього підходу BioWare до розробки, коли члени всієї команди працювали як дизайнери широкого профілю. Замість одного гігантського світу, Inquisition пропонує кілька світів-центрів, Лейдлоу додав, що маючи кілька різнокаліберних локацій, команда може збільшити візуальну різноманітність гри. Світи-центри мали більш лінійний дизайн, ніж відкритий світ умовного Skyrim, тому із часом їхня актуальність і новизна повністю вичерпується, це зроблено для того, щоб спонукати гравця повернутися на базову локацію, тобто Скайголд, і або просунутись по сюжету, або відкрити нові території для подальшого дослідження. Хоча ігрові локації досить великі, гравцям в них по суті нема чим зайнятись, а квестові цілі часто не мають великого значення. Така ситуація виникла здебільшого через те, що команда не могла як слід протестувати гру через проблеми з рушієм і було занадто пізно змінювати напрямок, коли команда усвідомила проблему. Оглядаючись назад, Лейдлоу визнав, що квестдизайн «трохи порожній», і що Inquisition має проблеми з темпом гри, особливо це стосується гравців, які люблять виконати всі квести та завдання на локації.
Після негативної реакції гравців на Dragon Age II і вщухання бурі з приводу фіналу Mass Effect 3, команда Inquisition переглянула відгуки гравців і обговорила на форумі BioWare, що гравці хотіли б бачити в грі. Після двох ігор поспіль із значною негативною реакцією фанатів команда прагнула створити проєкт, який би задовольнив шанувальників серії. Лейдлоу додав, що команда хотіла, щоб Inquisition була таким проєктом, погравши в який люди б казали: «Це впевнена перемога. Нарешті розробники зрозуміли, про що їхня гра». За словами засновника BioWare Рея Музики, Inquisition була «сумішшю Dragon Age: Origins і Dragon Age II». Дарра сказав, що повернення тактичної камери, більша складність і розширеніша система налаштувань були прямою відповіддю на критику Dragon Age II та їхньої спроби наблизити Inquisition до Dragon Age: Origins з її повільнішою та продуманішою бойовою системою. Опцію вибору раси для протагоніста було знову введено після числених скарг гравців на її відсутність у Dragon Age II. У відповідь на критику, що Dragon Age II була одним суцільним компромісом для залучення нових консольних гравців і повне ігнорування старої ПК-гвардії шанувальників студії, ігровому інтерфейсу версії для ПК цього разу приділили особливу увагу і розробили його таким чином, щоб бути унікальним і відрізнятися від інтерфейсу консольних версій.

### Сюжет

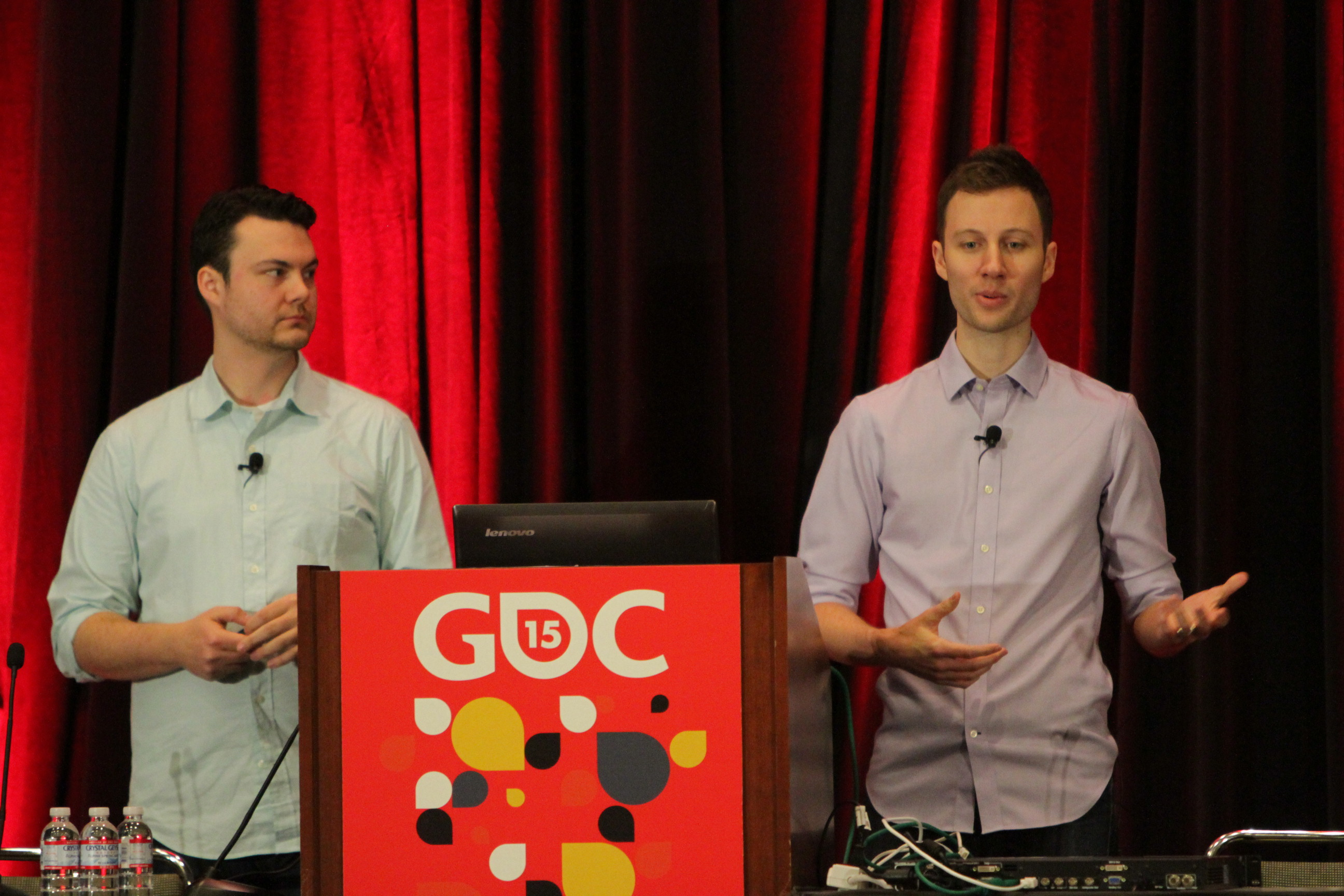
Технічний дизайнер Марк Вілсон і наративний дизайнер Кейлін Лаваллі під час презентації гри на GDC 2015

Очікувано, що при наповненні сюжетним контентом наймасштабнішої для них на той час гри, BioWare зіткнулись із рядом труднощів. Команда розробників вирішила розділитися та експериментувати з різними техніками, щоб досягти бажаного обсягу та щільності контенту. Метою команди наративного дизайну було створити автономний наративний контент, тоді як команда технічного дизайну повинна була реалізувати автономні динамічні системи. Кінцевим результатом було те, що наративні дизайнери виявили, що контент, який вони створили, погано виглядав у масштабах відкритого світу, тоді як технічна команда зрозуміла, що їхня робота не мала необхідного впливу на ігровий світ. Під час своєї презентації на GDC у 2015 році наративний дизайнер Кейлін Лаваллі та технічний дизайнер Марк Вілсон пояснили, що їхні команди вирішили зустрітися десь посередині та виробити спільний підхід, щоб побудувати великий фантастичний світ, різні частини якого будуть відповідним чином взаємодіяти між собою. Прикладами гармонічно об'єднаних наративного дизайну і дизайну рівнів, є інтерактивні об’єкти, якими щедро припорошені ігрові локації Dragon Age: Inquisition — головоломки Астраріуми, Окуларіуми для пошуку «уламків» та динамічна система бантерів між компаньйонами. У своїй презентації Лаваллі та Вілсон припустили, що команди змогли подолати труднощі заселення великого ігрового світу Inquisition, об’єднавши різні аспекти доробку команд розробників, і дійшли висновку, що сюжетний вміст гри є відповідальністю для всіх учасників, незалежно від їх визначеної ролі.
Команда розробників визнала, що історії Гоук бракує «ясності» і вона була «заплутаною», BioWare назвали це головною причиною того, чому Dragon Age II не викликала резонансу в серці деяких гравців. Це сталося тому, що в історії немає головного антагоніста, і в основному досліджується, як важливі події у світі впливають на життя протагоніста. У результаті концепція Inquisition була ближчою до Dragon Age: Origins і Інквізитор, дії якого мали явний вплив на ігровий світ, був більш активним героєм, ніж Гоук. У той час як в основі сюжету лежить боротьба Інквізиції з Корифейем, історія також зосереджена на тому, як гравці можуть активно перетворити Інквізицію на важливу організацію в Тедасі через дослідження ігрового світу, закриття розривів і допомоги іншим неігровим персонажам. Команда авторів внесла зміни в систему діалогів. Додаткові діалоги тепер приховані за опцією під назвою «розслідувати», бо команда хотіла дозволити гравцям самостійно розвивати історію. Від піктограм тонів із Dragon Age II було вирішено відмовитися через числені скарги гравців. Однак команда розширила кількість варіантів емоційної відповіді, доступних для вибору, бо вважала, що важливо дати гравцям можливість належним чином реагувати на важливі події в історії.
В Dragon Age: Inquisition повернулися багато персонажів із двох попередніх частин. Майк Лейдлоу сказав, що вони вибирали лише персонажів, які «додадуть щось емоційне, до текстури гри». Команда працювала над тим, щоб акторський склад гри мав баланс між статтю, расою та ігровими класами. Персонажі, які могли загинути в Dragon Age: Origins і Dragon Age II, будуть мати менш значущу роль в Inquisition, оскільки не кожен гравець матиме їх у своєму ігровому світі. Девід Ґейдер сказав, що включення Варрика було найлегшим із виборів, які команді довелось прийняти під час розробки, тому що цей персонаж у будь-якому випадку переживав Dragon Age II, і йому належало зіграти важливі ролі як там, так і в Inquisition. Включення персонажів із попередніх ігор також дозволило гравцям зрозуміти важливість їхніх виборів в цих іграх. У той час як Гоук повертається в Inquisition, Сірий Вартовий із Origins не з'являється, тому що протагоніст там не був озвученим персонажем. Команда побоювалася, що раптове озвучування Сірого Вартового через п'ять років після випуску гри про нього, може відштовхнути гравців від цього персонажа. Команда найняла колишнього кримінального репортера, завдання якого полягало в тому, щоб слідкувати чи не відхилилися сценаристи від лору Dragon Age. На момент розробки Inquisition ігровий всесвіт складався вже не тільки з подій представлених в іграх, ця франшиза мала в своєму доробку числені книжки, десятки коміксів, навіть вебсеріал та фільм. Для того щоб команда могла відстежувати статус усіх персонажів франшизи, вони вимушені були створити свою власну вікі.
На відміну від попередніх ігор серії, в Inquisition видалили систему подарунків, щоб зробити дружбу та романи більш органічними. Компаньйони тепер реагуватимуть на події гри, коли вони розгортаються, і реагуватимуть на них слідуючи своєму моральному компасу. Подарунки більше не можна використовувати, щоб підняти схвалення компаньйонів, котрі не згодні з ігровими виборами гравця, на максимум. Панель схвалення було видалено, і гравці повинні оцінювати, як їхні супутники сприймають їх на основі тонких підказок, наприклад, як вони вітають Інквізитора. Persona 4, The Darkness і The Last of Us надихнули нову систему відносин в Inquisition. На відміну від Dragon Age II, де майже всі романтичні варіанти є бісексуальними, любовні інтереси в Inquisition мають різну сексуальну орієнтацію. Доріан Павус, наприклад, є першим «повністю геєм» компаньйоном в історії BioWare.

### Звукове оформлення
Джеремі Вуало в основному відповідав за технічні питання, тоді як Майкл Кент зосередився на творчій стороні. Вони відзначили, що творче та технічне бачення Inquisition були визначені на дуже ранній стадії підготовки до виробництва. На цьому етапі було створено велику кількість контенту, часто для натхнення використовувалися лише зображення. Рішення доручити Тревору Моррісу створення оригінального саундтреку до гри було навмисною зміною, оскільки аудіорежисери хотіли додати франшизі новий емоційний відтінок.
Для Кента та Вуало головні завдання для Inquisition полягали у створенні високоякісного аудіо для величезного за масштабом контенту, з яким стикається гравець, і в той же час у створенні «динамічного, правдоподібного звукового ландшафту», щоб занурити гравців у сеттинг Тедасу. Вуало також співпрацював із аудіо-програмістами під час налаштування аудіофункцій рушія Frostbite під рольову гру, які, за його словами, значно відрізняються від шутерів від першої особи з точки зору технічних вимог. Вуало наполягав на видаленні ключових для шутерів звукових елементів коду рушія, щоб програмісти могли зосередитися на створенні звуків високої якості, які є необхідним складником рольового жанру.
Рейні Шокн написав серію пісень, які виконує неігрова персонажка на ім'я Мериден Гейлвелл, озвучена російською співачкою Єлизаветою Хріпуновою, у Скайголді. Вона описала процес запису для відеоігри як «секретний і контрольований без будь-якої можливості внеску з боку виконавця, оскільки клієнти зазвичай точно знають, чого вони хочуть, і конкретно цього вимагають». Доручивши зробити «народну баладу, у стилі кельтських трубадурів», вона отримала інструментальні партії та слова від Шокна та записала пісні у своїй спальні лише з мікрофоном на свій ноутбук. Оскільки акцент у вимові мав бути дуже конкретним, їй довелося кілька разів перезаписувати матеріал. Бардівські пісні були зібрані в окреме від ігрового саундтреку видання Dragon Age Inquisition: The Bard Songs і включено в ігрове видання Deluxe Edition. У зв’язку з великим попитом BioWare дозволили безкоштовно завантажити The Bard Songs з 26 січня 2015 року по 9 лютого 2015 року, після чого видання стало доступне для продажу на різних цифрових платформах.

## Маркетинг
Electronic Arts вперше анонсували гру як Dragon Age III: Inquisition у вересні 2012 року. Було виявлено, що Inquisition була результатом співпраці між студіями BioWare в Едмонтоні та Монреалі. Спочатку випуск гри був запланований на кінець 2013 року, але, як стало відомо на E3 2013, релізне вікно було відкладено на кінець 2014 року. EA виключили «III» з назви гри, тому що це була «абсолютно нова глава у всесвіті Dragon Age», а не прямий сиквел Dragon Age II. Спочатку вихід гри був запланований на 7 жовтня 2014 року, але гру було відкладено на шість тижнів, оскільки команді потрібен був додатковий час на шліфування.
31 жовтня 2014 року BioWare оголосили, що Inquisition пішла на золото, вказуючи на те, що проєкт готується до тиражування та випуску. Electronic Arts випустили гру 18 листопада в Північній Америці та 21 листопада в Європі. Гру заборонили до випуску в Індії, щоб «уникнути порушення місцевих законів про вміст». EA випустили Dragon Age Keep, який дозволяє гравцям налаштовувати стан ігрового світу перед початком проходження Inquisition. У Dragon Age Keep гравці можуть отримати доступ до Dragon Age: The Last Court, супутньої гри, розробленої Failbetter Games, хоча EA деактивували її наприкінці 2020 року. BioWare запропонували міні-гру під назвою «Quest for the Red Lyrium Reapers» на офіційному вебсайті Dragon Age: Inquisition, проходження якої розблоковувало тематичну зброю у грі. У жовтні 2015 року ці внутрішньоігрові предмети стали доступними для всіх гравців. Функція синхронізації вже здобутих у попередніх проходженнях колекційних предметів, рецептів і схем була представлена гравцям у вигляді статуї Золотого наґа (прим.пер. — наґ, це неофіційний маскот гри, помість зайця і поросяти, маленькі, безволосі, майже сліпі істоти з гострими мордами для риття) була представлена в серпні 2015 року.

Колекційне видання Dragon Age: Inquisition

Окрім стандартного видання було випущено кілька видань гри. Цифрове Deluxe Edition і Inquisitor's Editions, в комплект до яких входили цифровий саундтрек та ряд внутрішньоігрових бонусів: трон із черепа дракониці у Скайголді, скіни верхових тварин і тематичні обладунки. Багатокористувацькі доповнення Destruction і Dragonslayer були випущені в грудні 2014 і травні 2015 відповідно, і обидва були доступні безкоштовно. Нові ігрові персонажі для мультиплеєру також були додані безкоштовно. Перше завантажувальне сюжетне доповнення Jaws of Hakkon вийшло 24 березня 2015 року для ПК і Xbox 360 і 26 травня 2015 року для PlayStation 3, PlayStation 4 і Xbox One. Black Emporium, випущене 5 травня 2015 року та доступне безкоштовно, додає нового торговця ексклюзивними предметами і можливість змінювати зовнішність Інквізитора у будь-який час.
6 липня 2015 року BioWare оголосили про припинення підтримки завантажувального контенту для сьомого покоління ігрових консолей, хоча гравці можуть перенести свої збережені ігри на нове апаратне забезпечення. Spoils of the Avvar випущене 9 червня 2015 року, яке додає нові ігрові предмети, схеми та параметри налаштування, стало останнім завантажувальним контентом сумісним з PlayStation 3 і Xbox 360, тоді як Spoils of the Qunari, випущене 22 липня 2015 року, стало першим ексклюзивом для восьмого покоління ігрових консолей. Друге сюжетне доповнення, The Descent, розроблене студією BioWare в Остіні, було випущено 11 серпня 2015 року. Третє і останнє сюжетне доповнення, Trespasser, було випущено 8 вересня 2015 року і стало ключовим розширенням до гри. Воно завершує кілька сюжетних ниток, створених основною грою і додає кілька цікавих ігрових механік, відсутніх в базовій грі. Trespasser також стало першим проєктом, у якому роль головного сценариста прийняв на себе Патрік Вікс, автор таких персонажей як Солас, Залізний Бик і Коул та автор книги Dragon Age: The Masked Empire, а згодом і головний сценарист Dragon Age: The Veilguard. 6 жовтня 2015 року EA випустили видання Game of the Year, яке об’єднало базову гру та всі існуючі доповнення до гри.

## Оцінки і відгуки
| Агрегатор  | Оцінка                              |
| ---------- | ----------------------------------- |
| Metacritic | ПК: 85/100 PS4: 89/100 XONE: 85/100 |

| Видання        | Оцінка  |
| -------------- | ------- |
| Destructoid    | 8.5/10  |
| Eurogamer      | 8/10    |
| Game Informer  | 9.5/10  |
| GameSpot       | 9/10    |
| GamesRadar+    | [ 84 ]  |
| IGN            | 8.8/10  |
| Joystiq        | [ 100 ] |
| PC Gamer (США) | 87/100  |
| Polygon        | 9.5/10  |

| Видання | Оцінка |
| ------- | ------ |
| PlayUA  | 9.1/10 |

За даними Metacritic, Dragon Age: Inquisition отримала «загалом схвальні» відгуки. Багато критиків зійшлись у думці, що Inquisition, це значне покращення у порівнянні з Dragon Age II, яке допомогло оживити серію.
Крісу Картеру з Destructoid сподобалася нова бойова система за вдалу інтеграцію швидкого ігрового процесу, як в Dragon Age II із більш тактичними боями з Dragon Age: Origins. Зокрема, він аплодував поверненню тактичної камери. Філіп Коллар з Polygon погодився, сказавши, що Inquisition «використовує найкраще з обох ігор за допомогою цієї системи». Пишучи для Eurogamer, Річард Коббетт вважав, що оновлена бойова система була не зовсім успішною, і повторювані битви розчарували його. Він додав, що жодна з сутичок не була тактично цікавою. Джо Джуба з Game Informer оцінив бій як «задовільний» і зауважив, що гравцям доводиться «керувати ходом битви» під час напружених зіткнень, однак розкритикував тактичну камеру за «ненадійність». Кевін ВанОрд описав бойову систему як «веселу» та «барвисту», хоча він також скаржився на незграбність тактичної камери та вважав, що тактика та стратегія не потрібні у більшості зіткнень з ворогами. Максвелл МакГі з GamesRadar похвалив розширені параметри налаштування та написав, що бойова система була розвиненіша завдяки яскравим і барвистим візуальним ефектам гри. Кілька критиків у своїх рецензіях відзначили технічні проблеми гри.
Філу Севіджу з PC Gamer сподобався основний сюжет кампанії, який він прокоментував як те, що «кожна місія виразна, запам’ятовується та значно розвиває історію». Йому сподобалося, як гра показала ріст Інквізиції як організації. Картер високо оцінив компаньйонів, виділяючи Варрика та Доріана. Однак він відчував, що сценарій був слабким на початку гри, і що історія була «класичною фантастикою» і «менш нюансованою, ніж в Origins». Коббетт відчував, що сюжет цієї гри не надихає, хоча все ж зауважив, що з часом історія набула обертів. Зображення персонажів, що повертаються з попередніх ігор, чиї особистості були повністю змінені в Inquisition, розчарувало його. Джуба поскаржився на те, що багато важливих історій було погано розказано, написавши, що «багато з потенційних визначальних подій здаються раптовими або погано поясненими», але він із задоволенням спілкувався з персонажами гри та похвалив BioWare за відображення вибору гравців у Origins і Dragon Age II. Вінс Індженіто, який писав для IGN, також розкритикував центральний сюжет, назвавши його «надзвичайно нечітким», сказавши, що в ньому «[не вистачає] душі та пафосу найкращих ігор BioWare». У той час як Коббетт був розчарований тим, що вибори не були настільки впливовими, як він сподівався, Олександр Слівінскі з Joystiq написав, що багато варіантів були значними та мали як негайний, так і довготривалий вплив. Севідж також написав, що головна кампанія сповнена «важких рішень, що змінюють світ». ВанОрду сподобався акторський склад, і йому було приємно почути динамічну взаємодію між компаньйонами, назвавши це «однією з головних позитивних рис гри». Макгі описав персонажів як «іскрометних» і «цікавих», але писав, що новачки в серії можуть відчувати себе приголомшеними великими масштабами гри, яка розповідається в основному через записи кодексу, розкидані по всьому світу. Роберт Перчез з Eurogamer хвалив карти Таро, які використовувалися для зображення світу та персонажів у меню гри, які змінювалися залежно від ходу сюжету.
Картер назвав світ гри «гігантським» і аплодував Frostbite за його графічну майстерність. Він також оцінив включення в гру додаткових підземель і босів, що зробило дослідження світу дуже захопливим. Джубі сподобалися великі відкриті світи, він назвав їх найбільшим і найкращим сюрпризом для шанувальників серії. ВанОрд додав, що подорожувати світом було «абсолютним задоволенням», хоча він відчував, що збирання матеріалів для крафту заважає темпу гри. У той час як Севідж насолоджувався великими відкритими світами, відсутність міського центру, як Кіркволл у Dragon Age II, розчарувала його, оскільки великі відкриті території в Inquisition були переважно пустелями без цікавих квестів. Коббетт похвалив включення великих відкритих територій і вважав, що це відображає амбіції BioWare і масштаб гри, хоча він висловив розчарування дизайном місій. Критики вважали участь Інквізитора в політиці Тедасу одним із видатних елементів гри. Місії Ставки командування були виділені Колларом як важливі для подальшого дослідження світу та різних груп і фракцій, що його населяють. Незважаючи на те, що велика кількість побічного контенту була широко схвалена, Патрісія Ернандес з Kotaku зазначила, що в грі було багато нічого не значущих філлерів.

## Продажі
Dragon Age: Inquisition дебютувала під № 5 у Великобританії в перший тиждень запуску. Відповідно до звіту Electronic Arts про фінансовий результат за третій квартал 2015 фінансового року, Dragon Age: Inquisition є найуспішнішим запуском в історії BioWare за кількістю проданих копій.

## Нагороди
Окрім кількох нагород на основних ігрових церемоніях, IGN, Ars Technica, Game Informer, Polygon і Electronic Gaming Monthly назвали Dragon Age: Inquisition «Грою Року».
| Рік  | Нагорода                                | Категорія                                                     | Результат | Примітки |
| ---- | --------------------------------------- | ------------------------------------------------------------- | --------- | -------- |
| 2014 | Game Critics Awards Best of E3 2014     | «Краща гра на ПК»                                             | Номінація | [ 114 ]  |
| 2014 | Game Critics Awards Best of E3 2014     | «Краща рольова гра»                                           | Перемога  | [ 114 ]  |
| 2014 | The Game Awards 2014                    | «Краща рольова гра»                                           | Перемога  | [ 115 ]  |
| 2014 | The Game Awards 2014                    | «Гра Року»                                                    | Перемога  | [ 115 ]  |
| 2015 | 18th D.I.C.E. Awards                    | «Гра Року»                                                    | Перемога  | [ 116 ]  |
| 2015 | 18th D.I.C.E. Awards                    | «Краща рольова/багатоосібна гра»                              | Перемога  | [ 116 ]  |
| 2015 | 15th Game Developers Choice Awards      | «Кращий дизайн»                                               | Номінація | [ 117 ]  |
| 2015 | 11th British Academy Video Games Awards | «Гра Року»                                                    | Номінація | [ 118 ]  |
| 2015 | 2015 SXSW Gaming Awards                 | «Гра Року»                                                    | Перемога  | [ 119 ]  |
| 2015 | 2015 SXSW Gaming Awards                 | «Досконалість ігрового процесу»                               | Номінація | [ 119 ]  |
| 2015 | 2015 SXSW Gaming Awards                 | «Досконалість у технічних досягненнях»                        | Номінація | [ 119 ]  |
| 2015 | 2015 SXSW Gaming Awards                 | «Досконалість у розповіді»                                    | Номінація | [ 119 ]  |
| 2015 | 2015 SXSW Gaming Awards                 | «Досконалість у дизайні та режисурі»                          | Номінація | [ 119 ]  |
| 2015 | 2014 NAVGTR awards                      | «Гра Року»                                                    | Перемога  | [ 120 ]  |
| 2015 | 2014 NAVGTR awards                      | «Художній дизайн, фантастика»                                 | Перемога  | [ 120 ]  |
| 2015 | 2014 NAVGTR awards                      | «Дизайн костюмів»                                             | Перемога  | [ 120 ]  |
| 2015 | 2014 NAVGTR awards                      | «Режисура ігрової камри»                                      | Номінація | [ 120 ]  |
| 2015 | 2014 NAVGTR awards                      | «Геймдизайн, франшиза»                                        | Перемога  | [ 120 ]  |
| 2015 | 2014 NAVGTR awards                      | «Драматична роль другого плану» (Корін Кемпа за роль Леліани) | Номінація | [ 120 ]  |
| 2015 | 2014 NAVGTR awards                      | «Пісня, оригінальна чи адаптована» (The Dawn will Come)       | Номінація | [ 120 ]  |
| 2015 | 2014 NAVGTR awards                      | «Редагування звуку в ігрових роликах»                         | Перемога  | [ 120 ]  |
| 2015 | 2014 NAVGTR awards                      | «Використання звуку, франшиза»                                | Номінація | [ 120 ]  |
| 2015 | 2014 NAVGTR awards                      | «Сценарій в драмі»                                            | Номінація | [ 120 ]  |
| 2015 | 2014 NAVGTR awards                      | «Рольова гра, Франшиза»                                       | Номінація | [ 120 ]  |
| 2015 | 26th Annual GLAAD Media Awards          | «Спеціальна відзнака»                                         | Перемога  | [ 121 ]  |

## Спадщина
Dragon Age: The Veilguard, пряме продовження Inquisition, було випущено 31 жовтня 2024 року. Солас займав важливе місце в маркетингових і рекламних матеріалах для продовження;  оригінальна назва гри була Dragon Age: Dreadwolf, за його прозвищем. У червні 2024 року гра була перейменована в Dragon Age: The Veilguard. BioWare пояснили, що Жахливий Вовк залишається частиною гри, однак оновлена назва є сильнішим відображенням фокусу гри.